# Xiangsheng

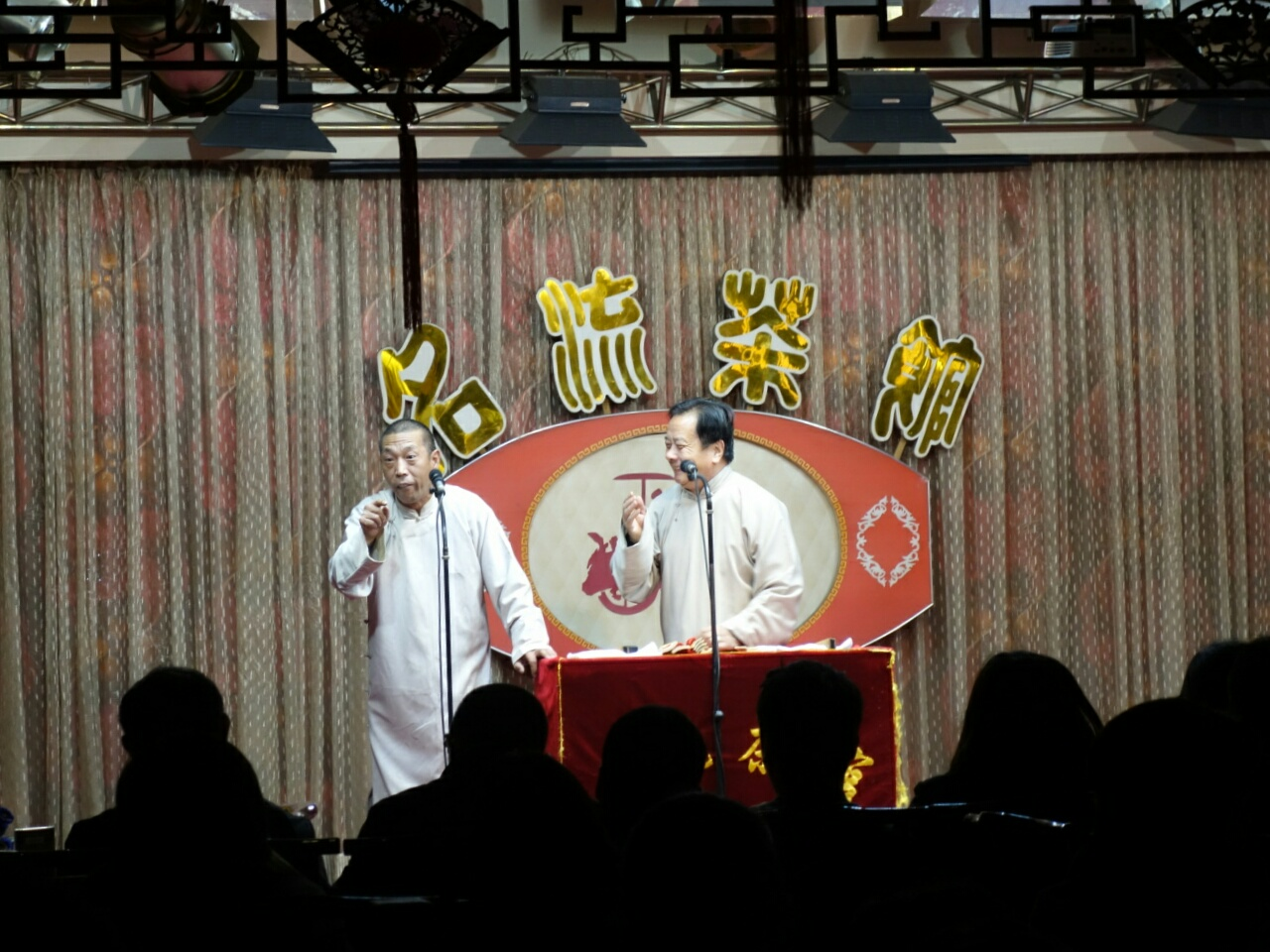
Tianjin Xiangsheng

Xiangsheng, häufig übersetzt mit Komischer Dialog, ist ein traditionelles chinesisches komödiantisches Genre der darstellenden Künste, meist in Form eines Dialogs zwischen zwei Künstlern – traditionell zwei Männern – oder, viel seltener, einer Solo-Nummer, oder, noch seltener, wird manchmal sogar von einer Gruppe von drei oder mehr Darstellern gespielt.
Xiangsheng ist eine von Chinas beliebtesten und einflussreichsten Formen der Unterhaltungskunst des Quyi. Die traditionelle Kleidung und klassische Requisite der Xiangsheng-Darsteller sind lange blaue Gewänder, sie halten einen Faltfächer in der Hand.
Xiangsheng-Nummern werden häufig zur Unterhaltung auf Wochenmärkten und in Teehäusern aufgeführt. Sie sind in vielen Fernsehshows zu finden und sind ein Standard-Programmpunkt einer jeden CCTV-Frühlingsfest-Gala, d. h. des meistbeachteten chinesischen Medienereignisses.
Eine neuere Entwicklung der Xiangsheng-Kunst ist die Form des sogenannten Xiangsheng xiaopin.

## Sprache
Die Sprache des Xiangsheng ist reich an Wortspielen und Anspielungen und es wird in einer schnellen, scherzenden Weise gesprochen.
Xiangsheng werden traditionell im Tianjin-Dialekt (Tianjinhua), heute landesweit oft im Peking-Dialekt oder auf Hochchinesisch mit einem starken nordchinesischen Akzent aufgeführt.
Der Witz und die Wortspiele dieser Darstellungsform sind unter anderem aufgrund der Aktualität der behandelten Ereignisse häufig jedoch nur schwer bis unmöglich in fremde Sprachen zu übertragen. Es ist außerdem eine intime Kenntnis der aktuellen gesellschaftlichen Vorgänge vonnöten.
Für den ungeschulten Betrachter erscheint die Aufführung des Xiangsheng natürlich, fast beiläufig. In Wirklichkeit sind alle Stücke genau festgelegt und werden sorgfältig einstudiert:

„To the untutored observer the performance of xiangsheng appears natural, almost casual. In fact, all pieces are set and are carefully rehearsed. An elaborate classification system accords to every kind of joke and other device a place and a special name. In modern xiangsheng, four basic skills are recognized: speaking, imitating, joking, and singing.“

Der moderne Xiangsheng-Darsteller braucht vier Fertigkeiten: Sprechen (shuo), Imitation (xue), Scharfzüngigkeit (dou) und Gesang (chang).
Der aus Kanada stammende chinesische Medienstar und Xiangsheng-Darsteller Dashan (Mark Rowswell) sagt, Xiangsheng entspräche im Englischen am ehesten dem berühmten Baseball-Sketch Who’s on First? des US-amerikanischen Komikerpaares Abbott und Costello.

## Geschichte
Die Anfänge dieser darstellerischen Form gehen bis in die Zeit der Ming-Dynastie zurück.
Dem chinesischen Lexikon Cihai zufolge wurde sie während der Ming- und Qing-Zeit aus Gebixi (in Peking auch xiangsheng genannt), Quantang bajiaogu 全堂八角鼓 und Minjian xiaohua 民间笑话 gebildet.
Einer der frühesten namentlich bekannten Xiangsheng-Komiker ist Zhang Sanlu, der in der Mitte des neunzehnten Jahrhunderts wirkte. In China zählt er zur ersten Generation der Xiangsheng-Künstler. Der häufig als Xiangsheng-Darsteller auftretende Kanadier Dashan (Mark Rowswell) gehört inzwischen zur neunten Generation. Moderne Xiangsheng-Darsteller beispielsweise sind Ma Ji (1934–2006), Feng Gong, Niu Qun, Jiang Kun und Tang Jiezhong.
Nach der stärkeren Verbreitung des Hochchinesischen nach 1949 wurde die Popularität des Xiangsheng in der Volksrepublik China erhöht.
In Taiwan und Hongkong hat die Xiangsheng-Kunst zum Teil andere Entwicklungen durchlaufen als in Festlandchina.
Für ein jüngeres Publikum haben Animatoren auch animierte Versionen erstellt, darunter aus verschiedenen Sketchen vergangener Sendungen.

## Gesellschaftskritik
Das kleine Format und die Popularität des Xiangsheng sorgen wie Mundpropaganda für eine Reflexion öffentlicher Angelegenheiten.

„Xiangsheng enjoys, moreover, a generally wider scope for political and social satire than is officially allowed to other contemporary forms. The reasons for this are unclear but seem to stem partly from the assumption that jokes are essentially unserious and that an oral form is by nature less subversive than a written one.“

Dem Pekinger Xiangsheng-Meister Hou Baolin (1917–1993) und anderen zufolge sind Xiangsheng 

„works of comic nature which use satire and humour as their principal base. Their satirical content strikes home at contemporary malpractices and also often includes political satire. (Werke humoristischer Natur, die Satire und Humor als ihre wichtigsten Stützen verwenden. Ihr satirischer Inhalt geißelt zeitgenössische Mißstände und schließt oft auch politische Satire ein.“

Die Rolle der Xiangsheng in Gesellschaftskommentaren wurde 1976 nach dem Sturz der Viererbande sichtbar, als Xiangsheng-Aufführungen die erste offene Kritik an dieser Gruppe lieferten. Nach 1976 hat Xiangsheng auch Satire über Bürokratie und korrupte Beamte und Privilegien von Kadern der Kommunistischen Partei Chinas gebracht.

Der Humor in politischen Angelegenheiten ist jedoch anders gelagert, als beispielsweise bei dem politischen Witz der Kategorie Radio Eriwan aus den Ländern Osteuropas: 

„The semi-underground cabaret humor of the Eastern European countries cracks its jokes at the expense of the Communist Party. Chinese xiangsheng, at least the aboveground performances, does the opposite; it satirizes enemies of the Party both at home and abroad.“

## Immaterielles Kulturerbe
Auf der Liste des immateriellen Kulturerbes der Volksrepublik China (V-47 (740)) stehen Xiangsheng der China Broadcast Performing Arts Group (Zhongguo guangbo yishutuan), der Pekinger Gesang- und Tanz-Theatergruppe LLC (Beijing shi gewujuyuan youxian zeren gongsi) und aus der Regierungsunmittelbaren Stadt Tianjin.

## Sammelwerke
Eine umfassende Sammlung traditioneller chinesischer Xiangsheng-Stücke ist das vierbändige Werk Zhongguo chuantong xiangsheng daquan. Eine bequeme Übersicht zu Xiangsheng-Stücken liefert xiangsheng.org.

## Berühmte Xiangsheng-Darsteller
Siehe Liste von Xiangsheng-Darstellern aus China. In Deutschland gehört der Chinawissenschaftler Volker Stanislaw zu den ersten Künstlern, die öffentlich mit chinesischsprachigen Xiangsheng-Darstellungen aufgetreten sind.

## Videos
- Xiaotou gongsi (Feng Gong & Niu Qun) – youtube.com
- Maozi gongchang (Chang Guitian & Chang Baohua) – youku.com